# بتروفسكي لاكونا

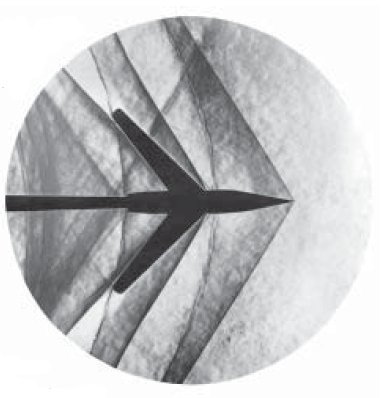
تشبه فجوات بتروفسكي المسافات بين موجات الصدمة لجسم أسرع من الصوت.

في الرياضيات ثغرة بتروفسكي ، التي سميت على اسم عالم الرياضيات الروسي بتروفسكي هي منطقة يختفي فيها الحل الأساسي للمعادلة التفاضلية الجزئية الخطية الزائدية. تمت دراستها من قبل بتروفسكي الذي وجد ظروفًا طوبولوجية لوجودهم.